# Welshly Arms
Welshly Arms je americká blues rocková skupina z Cleveland, Ohio, Spojené státy americké. Skupina je aktivní od roku 2013 po uvedení debutového EP Welcome. Následující rok vydali coverové EP a v roce 2014 album pojmenované Welshly Arms. Skupina vytváří drtivou většinu jejich materiálu v Clevelandu. Jejich jméno odkazuje na skeč Saturday Night Live. Byli ovlivněni autory jako Jimi Hendrix, The Temptations, Otis Redding, Howlin' Wolf, či dalšími autory z jejich "rodného" Clevelandu, jako The O'Jays, The James Gang, a The Black Keys.
Hudba této skupiny se objevila ve dvou filmech: The D Train a The Hateful Eight (režírován Quentinem Tarantinem). Skladba "Legendary" byla vybrána jako oficiální skladba organizované v roce 2017 WWE, stejně tak jako Cleveland Indians, promo pro show Sense8 na Netflixu jedna ze skladeb na konci Den of Thieves je taktéž z jejich dílny. Skladba "Sanctuary" byla součástí 3. sezóny seriálu Lucifer.
Skladba "Legendary" byla také součástí seriálu Shades of Blue a také byla požita v menu hry Asphalt 9: Legends.

## Členové
- Sam Getz – zpěvák, kytara
- Jimmy Weaver – baskytara, zpěvák
- Mikey Gould – bubeník
- Bri Bryant – zpěvák
- Jon Bryant – zpěvák

### Dřívější členové
- Brett Lindemann – klávesy, zpěvák

## Diskografie

### Studiová alba
- Welshly Arms (Position Music, 2015)
- No Place Is Home (Position Music, 2018)
- Wasted Words & Bad Decisions (2023)

### EP
- Welcome EP (2013)
- Covers EP (2014)
- Legendary EP (2017) US Billboard Alternative Songs Chart No. 14
- Dangerous EP (2022)

### Singly
| Název       | Rok  | Umístění v hitparádách | Umístění v hitparádách | Umístění v hitparádách | Umístění v hitparádách | Album            |
| Název       | Rok  | US Adult               | US Alt.                | US Rock Air.           | US Rock                | Album            |
| ----------- | ---- | ---------------------- | ---------------------- | ---------------------- | ---------------------- | ---------------- |
| "Legendary" | 2017 | 28                     | 17                     | 22                     | 39                     | No Place Is Home |